# Archigram
Archigram – angielska grupa architektów, którą założyli w 1961 Warren Chalk, Peter Cook, Dennis Crompton, David Greene, Ron Herron i Michael Webb. Chcąc sprzeciwić się konserwatywnemu establishmentowi architektonicznemu stworzyli magazyn o nazwie Archigram (od „ARCHItecture teleGRAM”), później skróconej. Koncepcje grupy inspirowane były kulturą masową, rozwojem technologii i przemianami społecznymi. Wynikały z przekonania, że misją architektów jest poszukiwanie nowych sposobów reagowania na zmieniający się świat.

## Historia
W roku 1961 wydano pierwszy numer magazynu Archigram – wydrukowany na pojedynczym arkuszu najtańszego papieru. Sprzedano 300 egzemplarzy pisma, które przez starszych architektów zostało potraktowane jako studencki żart. Jednak rok później, w 1962, wydano kolejny numer, już w formie bardziej konwencjonalnego magazynu, a w 1963 grupa została zaproszona do zaprezentowania swoich prac na wystawie w londyńskim Instytucie Sztuki Współczesnej (ICA). Ekspozycja Living City była manifestem wiary w to, że miasto jest jednym, niepowtarzalnym organizmem; czymś więcej niż zbiorem budynków. Wystawę szeroko komentowano i ugruntowała ona pozycję pionierów nowej pop-architektury lat 60.
Projekty Archigramu są bardzo różnorodne, charakteryzują je nie tyle określone zasady czy cechy formalne, ale optymizm i wiara w zmiany społeczne i technologiczne. Koncepcje architektoniczne to odpowiedź na te zmiany, wynik przekonania, że postęp daje ludziom większą swobodę i możliwości rozwoju. Mrożony lunch w jednorazowym opakowaniu jest ważniejszy niż Palladio twierdził Peter Cook. Podejście grupy do architektury było lekkie i pełne humoru, co najlepiej ilustrują takie koncepcje jak słynne Walking City (miasto przypominające wielkiego płaza przemieszcza się po ziemi, dopóki mieszkańcy nie znajdą miejsca, gdzie chcieliby osiąść) czy Plug-in City (ruchome platformy przenoszone za pomocą dźwigów włączane w dowolnym miejscu w strukturę przestrzenną). Z dzisiejszej perspektywy równie niepraktyczne jak te wizje miejskiej przyszłości okazują się wszelkiego rodzaju urządzenia, które miały spełniać role tradycyjnych budynków - miniaturowe kapsuły i platformy mieszkalne czy dom-ubranie – Suitaloon. W 1968 grupa zaproponowała, by wszystkie usługi kulturalne i rozrywkowe wielkiego miasta umieścić na pokładzie samolotu, który latałby z miejsca na miejsce i dla małomiasteczkowych społeczności tymczasowo tworzył tętniące życiem metropolii Instant City.
W końcu lat 60. magazyn Archigram sprzedawał się w tysiącach kopii, publikując projekty początkujących wtedy architektów, takich jak Nicholas Grimshaw, Arata Isozaki, Hans Hollein czy Frei Otto oraz członków grupy. Po wygranej w konkursie na centrum rozrywkowe w Monte Carlo w 1969 założyli oni własne biuro. Zwycięski projekt ukazywał ogromną, zakopaną pod ziemią kopułę. Siedzenia, toalety i światła zamontowano na kółkach tak, by można je było przesuwać, w zależności od potrzeb tworząc różne konfiguracje. Obiekt nie został nigdy zrealizowany z powodu braku funduszy.
W momencie rozpadu, w 1974 Archigram miał na swoim koncie trzy zrealizowane projekty: plac zabaw w Milton Keynes, aranżację wystawy w Commonwealth Institute w Londynie oraz basen dla piosenkarza Roda Stewarta. Choć niewiele koncepcji zostało urzeczywistnionych, wpływ zapoczątkowanego przez Archigram myślenia o architekturze widać w przypadku wielu współczesnych budynków - dotyczy to Centrum Pompidou autorstwa Richarda Rogersa i Renzo Piano, ale też projektów Rema Koolhaasa, Zahy Hadid czy Willa Alsopa. Zaskakujące rozwiązania problemów architektonicznych i urbanistycznych, czerpanie inspiracji z wielu dziedzin, a także estetyka przedstawiania wizjonerskich pomysłów to wkład grupy we współczesną architekturę.